# Stazione di Porto San Giorgio (FAA)
La stazione di Porto San Giorgio delle FAA era una stazione ferroviaria posta lungo la linea Porto San Giorgio-Amandola chiusa il 27 agosto 1956, a servizio del comune di Porto San Giorgio.